# Hullámos papagáj
A hullámos papagáj (Melopsittacus undulatus) a madarak osztályának papagájalakúak (Psittaciformes) rendjébe és a szakállaspapagáj-félék (Psittaculidae) családjába, ezen belül a lóriformák (Loriinae) alcsaládjába  tartozó faj.

## Előfordulása
Ausztrália szavannáin igen elterjedt faj.
Háziasított egyedei az egész Földön megtalálhatóak, és sok helyen szöknek meg gazdáiktól. Ezek az egyedek olykor tartósan meg is telepedhetnek egy adott területen. Már igen nagy, szabadon lévő populációi vannak Floridában.
Sokfelé megpróbálták meghonosítani szerte a Földön, így Angliában, Dél-Afrikában, a Hawaii szigeteken, Japánban, Hongkongban és Új-Zélandon is, de sehol sem sikerült.

## Megjelenése
18 centiméteres hosszával a legkisebb faj a laposfarkú papagájok közül. A vadon élő alak zöld színű. Fejének elülső része sárga, fejének alsó részén egy nagy kerek folt található, torkán pedig egy sor ovális fekete folt van. Háti felületén a fekete alapszínű tollak sárgán szegélyezettek, ami jellegzetes hullámos rajzolatot ad a madárnak, amiről a nevét is kapta. Farka 9-10 centiméter hosszú, zöldeskék, a külső tollak szegélye sárga. Csőrén levő jellegzetes viaszhártyájának színe a madár nemére utal. Ivarérett korban a hímek viaszhártyája kék színű, a tojóké barnás.
A háziasított madarak között elvétve akadnak vadszínűek is, de inkább a különböző színváltozatait kedvelik. 
Különösen gyakoriak a kékek, a sárgák és a fehérek, de ezek kombinációjából álló foltos egyedek is akadnak.

## Életmódja
Kóborló életmódot folytat, ahol vizet és ennivalót talál, ott van a hazája. Főként fűmagvakkal táplálkozik. Ezek közül a legfontosabb, legkedveltebb élelme a köles (vörös, fehér).
Röpte gyors, szabálytalan ívű. A kellemes időjárás és klíma kedvez a gyors elszaporodásának. Nincs elég ragadozó a szaporulat kordában tartására, de a gyakran jelentkező aszály megtizedeli az állományt.

## Szaporodása
Fűvel bélelt faodvakban fészkel. Fészekalja 4-8 tojásból áll, melyen 16-18 napig kotlik. A fiatalok egy hónap múlva hagyják el az odút, és már ekkor megkapják felnőttkori színezetüket, ami esetleg még árnyalatában változhat egészen addig, míg a madár ivaréretté nem válik.

## Története

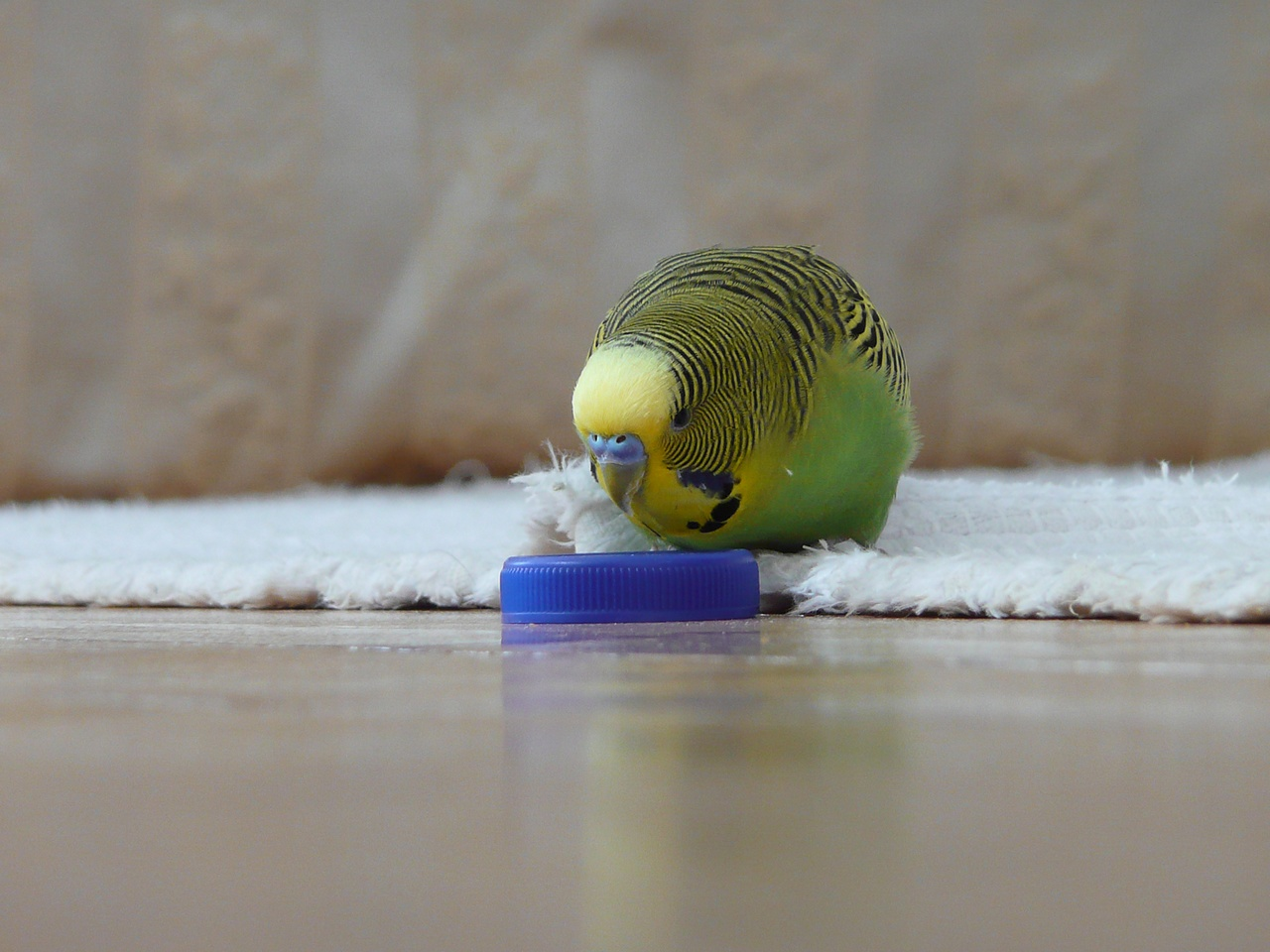

A fajt feltehetőleg Thomas Watling Ausztráliába deportált fegyenc fedezte fel 1792-ben. Hivatalosan George Shaw írta le 1805-ben, és 1831-ben került az első kitömött példány Európába.
A faj első élő képviselőit John Gould természettudós 1840-ben hozta Európába, melyek a még ugyanabban az évben megrendezett madárkiállításon Antwerpenben nagy sikert arattak. A madarak iránt nagyon nagy lett a kereslet Európában, Ausztráliából hajórakományszámra érkeztek a madarak. 
Mivel félő volt, hogy tömeges befogásuk miatt nagyon megritkulnak hazájukban, Ausztrália 1884-ben megtiltotta a madarak kivitelét az országból.  Ennek köszönhetően a faj még ma is igen gyakori madár Ausztráliában.
Ebből az is következik, hogy azóta az összes madár fogságban jött a világra, így ez lett az első fogságban tenyésztett papagájfaj. A madár a természetes élőhelyén levő kedvezőtlen körülményekhez jól alkalmazkodott, ennek köszönhetően jól bírja a fogságot. Mivel tápláléka őshazájában is javarészt néhány fűféle magjára korlátozódik, így nem szenved az egyhangú étrendtől fogságban sem.
A tenyésztés során, mint a többi, ember által nevelt fajnál is, kezdtek megjelenni az eredetitől elütő színű egyedek. Ezek feltehetően olykor megjelennek vadon élő madarak között is, de mivel ezeket a példányokat könnyebb észrevenni, így a ragadozók igen hamar kiszelektálják ezeket a rendellenes színezetű egyedeket a populációból. Az embernek viszont megtetszettek a más színű példányok és azokat kiválogatva megindult az egyéb színekre való szelektálás. 1872-ben jelentek meg először sárga színű madarak, 1900-ban bukkantak fel először a kékek és 1920-ra sikerült fehér színű példányokat kitenyészteni. Mára ezen három szín és az eredeti zöld kombinációjából több mint 100 féle, egymástól olykor csak igen kis mértékben különböző színkombinációt sikerült kitenyészteni.
Az elmúlt kétszáz év során a hullámos papagáj tenyésztése a vad alaktól teljesen függetlenül ment végbe, így a ma világszerte tartott több millió hullámos papagáj gyakorlatilag háziasított állatnak számít.
Így a kanárimadár után a hullámos papagáj lett a második kizárólag a díszértéke miatt háziasított madárfaj.

## Tartása

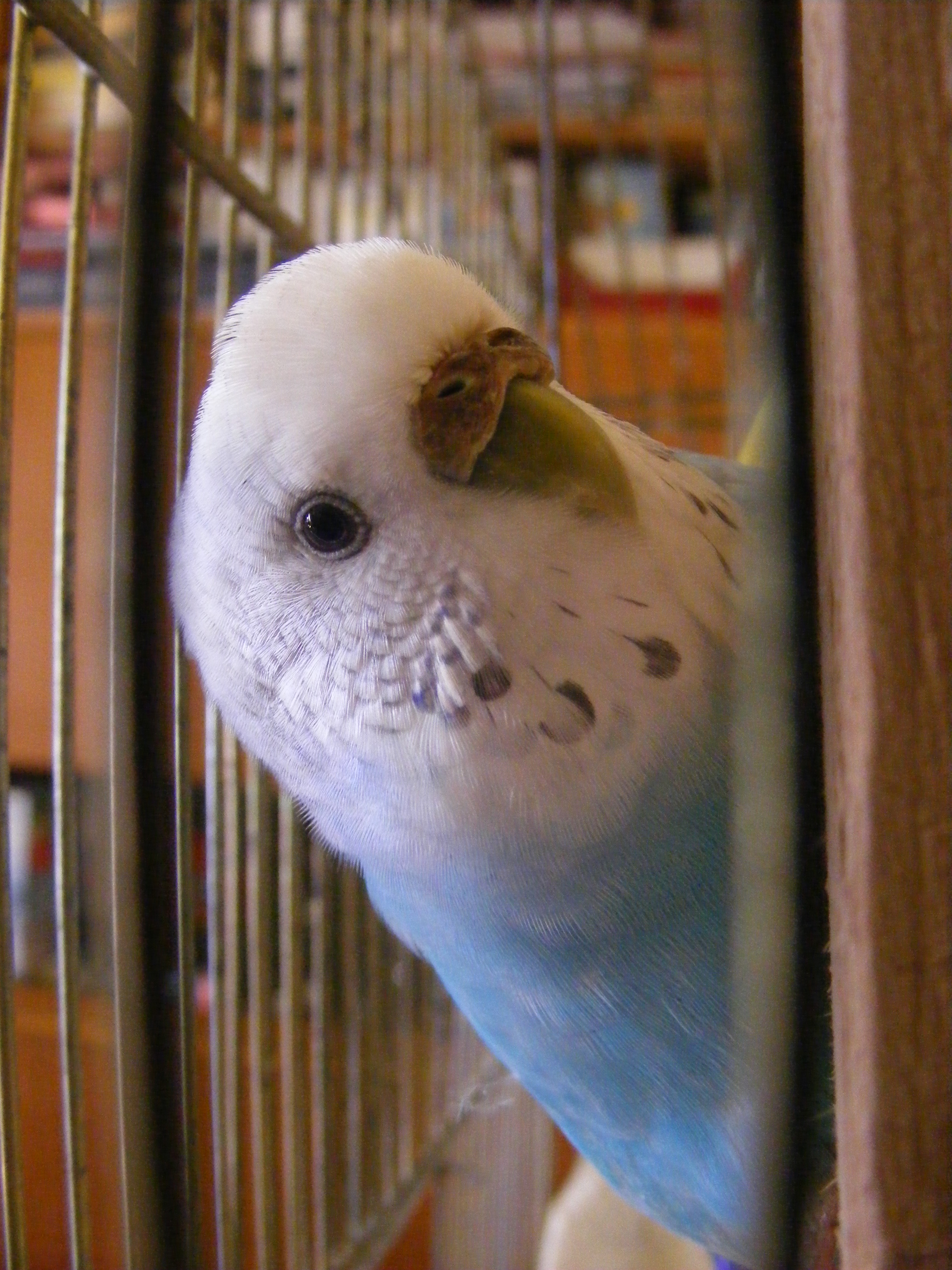

Kétségkívül a leggyakoribb fogságban tartott papagájfaj. Háziasított alakját ma az egész Földön tartják, egyedszáma valószínűleg több millió lehet. Közkedveltségéhez hozzájárulhat, hogy tartása könnyű (ezt a fajt szokták ajánlani a papagájkedvelőknek első fajként), táplálékban nem válogat, mérete viszonylag kicsi, így a kalitkás tartás is megoldható. A magányosan tartott egyed (inkább a hímek) néhány szót „beszélni” is megtanítható. Fogságban tenyészteni is könnyű, még nagyobb kalitkában is költhet. Mivel nagy csapatokban él őshazájában is, ezért fogságban több pár is együtt tartható megfelelő helyen. Mivel abszolút békés természetű madár, így együtt tartható más papagájfajokkal is, inkább őt kell félteni a nagyobb fajoktól.
Fontos hogy legyen neki friss étel és ivóvíz, a kalitkába erősen ajánlott játékokat (pl.: hinta, mászóka) tenni különben nagyon unatkozik. Foglalkozásra van szüksége vagy különben egyedül fogja érezni magát (és így nem fog megtanulni beszélni), naponta min. 1 de ajánlott 2 alkalommal kiengedni egy picit repülni.
Életmódjára és diétájára érdemes nagy figyelmet fordítani, mivel ideális körülmények között 10-15 évig is élhet, átlagos körülmények közt azonban 5 év körüli a várható élettartama. Ritka esetekben akár a 20 éves életkort is megérhetik.